# 6631 Pyatnitskij
A 6631 Pyatnitskij (ideiglenes jelöléssel 1983 RQ4) a Naprendszer kisbolygóövében található aszteroida. Ljudmila Vasziljevna Zsuravljova fedezte fel 1983. szeptember 4-én.